# Erasmo Regüeiferos
Erasmo Regüeiferos y Boudet (Santiago de Cuba, 1863-La Habana, 1936) fue un político, abogado, escritor y periodista cubano.

## Biografía
Nació el 22 de julio de 1863 en Santiago de Cuba. Senador, abogado, literato y periodista, escribió también para el teatro. Fue premiado como autor dramático en la Exposición de San Luis. Publicó una Ley electoral con comentarios, esto es, con las discusiones de la Comisión Consultiva, de la que fue miembro, en la época de la Segunda Intervención. Desempeñó el cargo de secretario de Justicia durante el episodio de la Protesta de los Trece. Falleció el 19 o el 20 de junio de 1936 en La Habana, a causa de un accidente de coche, y habría sido enterrado presumiblemente en el cementerio de Colón.